# رومن گاسمی
رومن گاسمی (انگلیسی: Romain Gasmi؛ زادهٔ ۱۵ فوریهٔ ۱۹۸۷) بازیکن فوتبال اهل فرانسه است.
از باشگاه‌هایی که در آن بازی کرده‌است می‌توان به باشگاه فوتبال استراسبورگ، باشگاه فوتبال بانکوک یونایتد، و باشگاه فوتبال ساوت‌همپتون اشاره کرد.